# Phaea mankinsi
Phaea mankinsi är en skalbaggsart som först beskrevs av Chemsak och Linsley 1979.  Phaea mankinsi ingår i släktet Phaea och familjen långhorningar.
Artens utbredningsområde är:
- El Salvador.
- Guatemala.
- Honduras.

Inga underarter finns listade i Catalogue of Life.